# بخش آستین، شهرستان موور، مینه سوتا
بخش آستین (به انگلیسی: Austin Township) یک منطقهٔ مسکونی در ایالات متحده آمریکا است که در شهرستان مور، مینه‌سوتا واقع شده‌است.
 بخش آستین ۷۵٫۷ کیلومتر مربع مساحت و ۱٬۳۹۶ نفر جمعیت دارد و ۳۶۸ متر بالاتر از سطح دریا واقع شده‌است.